# Codrington (Australie)
Codrington est une localité dans la baie de Portland, au sud-ouest de l'État de Victoria, en Australie. La route Princes Highway y passe.
Au recensement de 2006, la ville, le canton et les environs comptaient 540 habitants.